# 아타우알파
아타우알파(스페인어: Atahualpa, 1497년 3월 20일 - 1533년 7월 26일)는 잉카 제국의 마지막 사파 잉카이다. 그의 형제인 우아스카르를 내쫓고 황제의 자리에 오른 아타우알파는, 스페인 군대가 잉카 제국을 침입하여 멸망시킬 때까지 제국을 다스리게 되었다.
1524년에 아타우알파의 아버지이자 황제였던 우아이나 카팍이 천연두로 키토에서 사망할 때, 우아이나 카팍은 그의 장남이었던 니난 쿠요치를 그의 후계자로 내세웠으나, 니난 쿠요치도 천연두로 급사함에 따라 쿠스코의 귀족들은 우아스카르를 대신 황위에 올리게 되었다. 우아스카르는 아타우알파가 자신을 내쫓고 황제의 자리를 노릴 것을 두려워하여, 1529년 내전을 일으켜 아타우알파를 제거하려 하였다. 하지만 아타우알파가 전쟁에서 승리하게 되었고, 1532년 5월, 아타우알파는 우아스카르를 감옥에 가두고 황제의 자리에 마침내 오르게 되었다.
황제의 자리에 오른 지 얼마 되지 않아, 스페인 정복자 프란치스코 피사로가 1532년 11월, 아타우알파를 포로로 붙잡고 잉카 제국을 차츰 식민지화시키기 시작했다. 아타우알파는 스페인인들의 포로로 잡혀있던 중, 스페인 정부가 우아스카르를 그 대신 허수아비 황제로 옹립하고 그를 죽여버릴 것을 우려하여 몰래 우아스카르를 암살해버리게 된다.
스페인 군대는 결국 아타우알파를 사형시킨다. 이로 인해 잉카 제국은 거의 완전히 몰락하게 된다. 이후 많은 후계자와 왕족들이 신잉카국을 세우고 사파 잉카를 자처하며 저항 운동을 이어갔으나, 진정한 의미의 잉카 제국은 아타우알파와 함께 사라졌다고 보는 것이 학계의 정설이다.

## 정복
잉카 제국의 역사 전체를 통틀어서, 모든 사파 잉카(황제)들은 제국의 영토를 넓히기 위해 노력하였다. 잉카 제국의 9대 사파 잉카 파차쿠티는 영토를 북부 페루까지 넓혔으며, 이 때 그의 아들 투팍 잉카 유팡키를 보내 이 지역을 정복하고 다스리게 하였다. 잉카 제국이 차츰 그 세력을 불려가자, 인접한 지역의 부족들은 이에 대항하기 위해 연합을 구성하였다.
1460년대, 투팍 잉카 유팡키는 20만 명의 대군을 이끌고 몇 달만에 현재의 페루 북부, 에콰도르 남부 지역을 정복하였다. 이 과정에서, 잉카 군대는 토착 부족의 격렬한 저항을 맞게 되는데, 이들의 저항이 워낙 강했기에 이에 감명을 받은 잉카 군대가 전투에서 승리한 후 포로들을 자신들의 군대로 편입시키려 했을 정도였다. 토착민들의 저항은 에콰도르 북부 지역에서도 계속되었는데, 특히 현재 키토 지역에서 살고 있던 토착민들과 인근 부족들의 연합 군대로 인해 잉카 군대는 큰 피해를 감수해야만 했다. 하지만 결국 잉카 군은 이들을 모두 정벌한 후 자신들의 영토에 편입시켰고, 군대의 사령관이었던 투팍 유팡키는 키토 지역에 잉카식 도시를 세우고 잉카 귀족을 그 곳에 남겨 두어 총독으로의 권한을 행사하도록 명하였다.
1520년 경, 키토의 토착민들이 당시 잉카 황제였던 우아이나 카팍을 상대로 반란을 일으켰다. 그러자 우아이나 카팍은 그의 친위대를 이끌고 직접 키토 지방으로 달려가, 빠르게 반란을 진압하여 버렸다. 이 때 일어난 전투가 워낙 잔혹했기에, 인근 호수가 피로 가득 찼을 정도라고 한다. 결국 반란군 연합은 무너졌고, 우아이나 카팍이 반란군들의 여왕이었던 파카 두치첼라와 결혼하면서 토착민들은 그를 완전한 지배자로 인정할 수 밖에 없게 되었다. 이로 인해 키토 지방에서는 다시금 잉카 통치 하의 평화가 찾아오게 되었다.
1525년 우아이나 카팍이 사망하자, 그의 뒤를 이어 황제의 자리에 오른 우아스카르는 아타우알파를 키토 지방의 총독으로 임명했다. 나중에 우아스카르가 그를 경계하여 전쟁을 일으키자, 아타우알파는 곧바로 군사를 일으켜 쿠스코를 정복해 버린 후 자신이 직접 황제의 자리에 오르게 되었다. 하지만 그의 통치는 몇 달밖에 되지 않았으니, 이는 얼마 지나지 않아 스페인 정복자들이 잉카 제국을 찾아왔기 때문이었다. 아타우알파는 1533년 7월에 사형당했다.

## 잉카 내전
우아스카르는 아타우알파를 그의 권력에 대한 가장 큰 위협으로 받아들였으나, 죽은 아버지의 유언을 지키기 위해 아타우알파를 죽이지는 않고 있었다. 이렇게 약 5년 간의 평화가 긴장된 분위기 속에서 흘러갔다. 그러던 중, 우아스카르가 에콰도르 북부 지역 토착민들의 지지를 얻어내고, 아타우알파에 대한 적대적인 감정을 유발시키는 데에 성공하자 우아스카르는 곧바로 1529년 아타우알파를 상대로 내전을 일으키게 된다. 스페인 역사가에 의하면, 우아스카르는 북쪽으로 군사를 보내어 아타우알파를 기습하게 하였다. 이는 성공적이었고, 아타우알파는 포로로 잡혀 감옥에 갇혔으나 곧 탈출하게 된다. 이 과정에서, 아타우알파는 귀 한 쪽이 잘려나가게 되는 상처를 입게 되고, 이후 평생동안 이를 가리기 위해 뺨과 귀 부분 전체를 가리는 장식물을 쓰고 다니게 되었다고 한다. 하지만 이에 상충되는 견해도 있는 것이, 만약 우아스카르 군대가 아타우알파를 실제로 붙잡았다면, 그들은 아타우알파를 가두는 대신 곧바로 죽였을 것이라는 것 때문이다.
어찌 되었든, 아타우알파는 키토로 돌아와 거대한 대군을 일으켰다. 그는 그를 배신한 에콰도르 북부 토착민들을 공격하여 지역을 초토화시켰다. 이후 그는 툼베스에 도착하여 그 곳에 인접한 섬을 공격하는 군사 작전을 펼쳤는데, 이때 작전 도중 다리에 상처를 입게 된다. 이로 인해 아타우알파는 후퇴할 수 밖에 없었고, 섬에서 방어를 하고 있던 방어군은 후퇴하는 아타우알파 군대의 뒤를 쳐 큰 승리를 거둔다. 이후 툼베스도 이 때 반파되었고, 스페인인들이 도착할 때까지 이 상태로 유지되었다.
쿠스코 부근에서, 아톡 장군이 이끄는 우아스카르 군대가 칠로팜파 전투에서 아타우알파 군대를 꺾었다. 하지만 아타우알파의 장군들은 패잔병들을 빠르게 수습하여 다시 재조직한 후, 우아스카르 군을 격파하여 아톡 장군을 포로로 잡는다. 이후 아톡 장군은 고문당한 후 사형당한다.
이후 아타우알파 군대는 위대한 두 장군, 퀴스퀴스와 칼쿠치막에 힘입어 나서는 전투마다 족족 승리를 거두었다. 그러던 중, 아타우알파는 예언자에게 전령을 보내 과연 그의 미래가 어떻게 될 것인지에 대해 그 답을 구했는데, 예언자는 아타우알파의 미래가 결국 끝이 좋게 나지 않을 것이라 예언했다. 이에 화가 난 아타우알파는 예언자를 살해했고, 그가 살던 사원을 무너뜨려 버렸다. 이 때가 아타우알파가 프란치스코 피사로와 그의 일행이 제국으로 들어왔음을 처음으로 알게 된 시기이기도 하다.
아타우알파 군대는 1532년 4월, 물리함바토, 침보라조, 치파이판 등 대부분의 지역에서 승리를 거두었고, 이 중 특히 치파이판 전투에서 우아스카르가 포로로 사로잡히게 되며 내전은 사실상 끝나게 된다. 이후 아타우알파는 우아스카르의 가족들을 죽이고, 군대를 해산시킨 후 수도 쿠스코를 거머쥐었다.

## 스페인의 침공

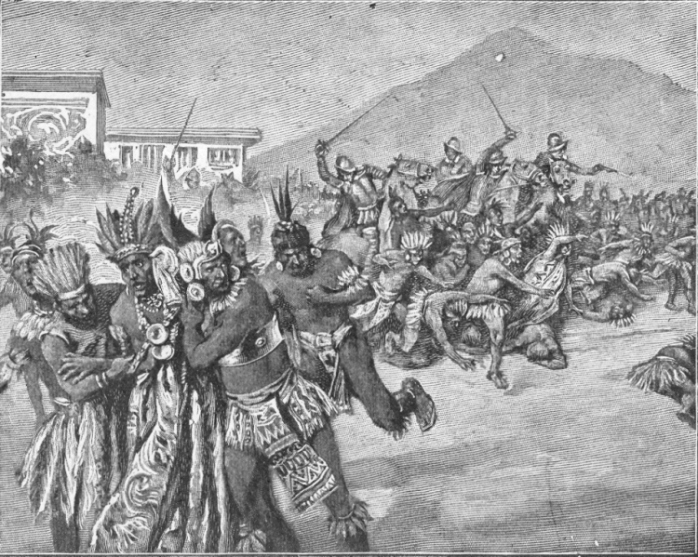
스페인의 기습

1531년 1월, 프란치스코 피사로는 잉카 제국의 영토 안으로 들어오게 되었다. 그는 169명의 군인들과 69필의 말들을 같이 데리고 왔는데, 이들은 곧바로 남향하여 도시 툼베스에 다다르게 된다. 이 곳에서 그들은 폐허가 되버린 도시를 보게 되었고, 잉카의 내전에 대해 듣게 된다. 약 1년 반 후, 스페인에서 원군이 도착했고, 피사로는 근방에 스페인식 식민도시를 세운 후 다시 길을 떠난다. 106명의 보병과 62명의 기병으로 구성되어 있던 스페인 원정대는 곧바로 잉카 제국의 심장부로 진군하는데, 이 때 카하마르카에 머물고 있던 아타우알파는 이들에 대한 소식을 전해 들은 후 잉카 귀족을 사절로 보내 그들에 대해 알아오게 한다. 사절은 스페인군 캠프에서 약 이틀 정도 머무르며 스페인 군대의 무기, 화력 등을 조사한 후 다시 돌아온다. 보고를 받은 아타우알파는, 200명도 안되는 군대가 그에게 위협이 될 리가 없다는 판단 하에, 그는 스페인인들을 기습할 준비를 하며 동시에 스페인 군대를 카하마르카로 불러온다. 피사로와 그의 일행들은 밀림 지대를 전전하며, 1532년 11월 15일에 마침내 까하마르카에 도착하게 된다.
피사로가 도착했을 때, 아타우알파는 도시 근처의 군사 캠프에 있었다. 피사로가 카하마르카에 도착했을 때, 마을 안에는 몇 백명에 달하는 태양 신녀들 외에는 아무도 없었다. 스페인인들은 도시 한가운데에 있는 건물들을 자신들의 임시 거처로 삼고, 15명의 기병과 통역사를 딸려보내 아타우알파에게 자신들의 도착을 알리게 했다. 후에 잉카인들의 기습을 우려한 피사로는, 그의 형제인 에르난도 피사로가 지휘하는 20명의 기병들을 추가로 보내었다.
스페인인들은 아타우알파를 도시 안으로 들어오게 하려 하였다. 아타우알파가 그 다음 날 도시로 들어오기로 동의하자, 피사로는 곧바로 황제를 붙잡을 계획을 꾸몄다. 피사로는 마을의 중앙 광장에 있는 건물 세 개에 스페인 보병들을 숨겨놓고, 소총수 몇몇과 석궁수들이 광장 한가운데에 있는 석축에 올라가게 배치하였다. 그의 계획은, 일단 아타우알파가 스페인 왕의 권위를 인정하게 설득하는 것이었고, 만약 그가 스페인에 복종하겠다는 서약을 하지 않으면 곧바로 기습한다는 계획이었다. 다만, 만일 잉카 황제의 친위대가 너무 강력해 보인다면 이 계획은 모두 취소한다는 것으로 예상하고 있었다.
다음 날, 황제는 정오 쯤에 캠프를 떠나 도시로 향했다. 상징적인 장식물들은 든 수 백명의 사람들이 그를 호위했다. 워낙 이 행렬이 느리게 움직였기에, 피사로는 에르난도 피사로를 보내 그 행렬이 적어도 해가 지기 전까지는 무조건 도시 안에 들어올 수 있도록 하라고 명령했다. 아타우알파는 늦은 오후에 마침내 도시로 들어왔다. 약 6,000명에 달하는 호위 병력들이 작은 도끼, 무기들을 들고 그와 함께 들어왔다. 당시 그는 매우 취해 있었는데, 이는 행렬이 멈출 때마다 그가 술을 마셔댔기 때문이었다. 심지어 도시로 들어온 직후에도, 그는 가마 안에서 더 많은 술을 가져오라고 명령하였다. 도시로 들어온 잉카인들은 그 어떤 스페인 군사도 보지 못했는데, 이는 그들이 모두 건물 속에 숨어있었기 때문이었다. 유일하게 그들을 맞은 사람은 도미니코회의 수사 발베데코로, 통역가 한 사람 뿐이었다.
발베데코 수사가 정확히 무엇이라 말했는지에 대해서는 논란이 있지만, 대다수의 사람들은 그가 아타우알파에게 피사로가 저녁 식사에 초대했다고 말했다는 데에 동의한다. 하지만 아타우알파는 이에 응하지 않고, 대신 스페인인들이 잉카 제국으로 들어온 이래 약탈한 모든 것을 다시 돌려내라고 명령한다. 하지만 발베데코 수사는 이에 굴하지 않고, 가톨릭 신앙에 대한 설교를 잠시 하였다. 다만 이 때 '레케리미엔토'라고 불리는 조서는 읽지 않았다고 한다. '레케리미엔토'란, 스페인 국왕의 권위를 인정하고 가톨릭 신앙을 받아들이겠다는 내용의 문서로, 이 문서를 듣는 모든 사람들은 이 문서의 내용을 받아들여야만 했다. 어쨌든, 아타우알파는 수사의 설교 대신 그가 들고 있던 성경책에 더 관심을 보였고, 수사에게 성경책을 잠시 보여달라고 한다. 아타우알파는 잠시 성경책을 훑어본 후, 이 책을 바닥에 던지고 만다. 이에 격분한 수사는 곧바로 피사로에게로 돌아가 공격하라고 요구하였다. 피사로가 공격 신호를 보인 그 순간, 스페인 군대가 건물들 속에서 쏟아져 나왔고 잉카 호위병들이 혼란 속에서 허우적대는 사이에 황제를 포로로 잡는 데에 성공하였다. 이 때 피사로가 직접 황제를 붙잡는 것을 지휘했고, 황제를 잡기 위해 그를 수행하고 있던 수십 명의 병사들을 모두 죽여야만 했다. 참고로 단 한 명의 스페인 병사도 이 공격으로 죽거나 다치지 않았다.

## 포로 생활과 사형
11월 7일, 스페인 군대는 아타우알파가 머물던 캠프를 공격하였고, 그 곳에서 수많은 황금, 은, 에메랄드 등을 찾아낸다. 스페인 사람들이 금과 보석을 매우 좋아한다는 것을 알게 된 아타우알파는, 만약 그들이 그를 풀어준다면 2달 안에 가로 6.7m, 세로 5.2m, 높이 2.4m에 달하는 방 하나를 가득 채울만한 금과, 이 양의 2배에 달하는 은을 주겠다고 제안한다. 보통 사람들은 아타우알파가 그의 자유를 위해 이런 제안을 했다고 알고 있지만, 대부분의 초기 역사 문헌들을 보면 아타우알파가 자유는커녕 목숨의 보전을 위해 이 제안을 할 수 밖에 없었다고 여겨진다. 대다수의 기록에는 스페인 군인들이 황금을 얻은 후에도 황제를 풀어주려는 생각을 아예 하지 않았기 때문이다.

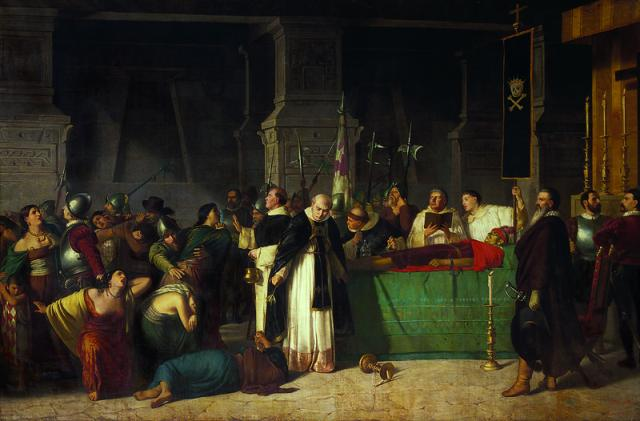
아타우알파의 재판

몇 달 후, 잉카 대군의 기습을 두려워 한 스페인 군인들은, 아타우알파가 포로로 살려두기에는 너무 위험한 인물이라는 생각을 하게 된다. 피사로는 임시로 법정을 세우고, 아타우알파를 우상 숭배, 스페인에 대한 반란, 우아스카르 살해 등에 대한 죄목으로 유죄를 선고했다. 아타우알파는 화형당하는 벌을 받게 되었는데, 당시의 잉카인들은 만약 시체가 사라지면 결코 내세에 갈 수 없다고 믿었기에 아타우알파는 경악했다. 이때, 발베데레 수사는 그에게 만약 그가 가톨릭으로 개종한다면, 화형은 아닐지라도 교살로 형을 낮추어주겠다고 제안했다. 아타우알파는 이 제안을 받아들였고, 프란치스코 아타우알파라는 이름으로 세례를 받았다.
그가 죽던 날 아침, 스페인인들은 그에게 그가 어디에서 태어났는지를 심문했고, 아타우알파는 그가 키토 왕국령에서 태어났다고 말했다. 그의 나이에 대해서 물었을 때에는, "우리는 너희 서양인들이 하는 것처럼 시간을 세지 않는다. 하지만 나는 내가 태어난 이래 31번의 수확을 경험했다."라고 말했다.
그의 요구에 따라, 그는 1533년 7월 26일 교살로 사형당했다. 하지만 시체가 사라지기를 원치 않았던 아타우알파의 바람과는 달리, 그의 옷과 피부 일부분은 불로 태웠고, 유해는 가톨릭 식으로 장례 절차를 밟게 되었다. 황제의 자리는 그의 형제인 투팍 우알파에 의해 계승되었다.

## 유해

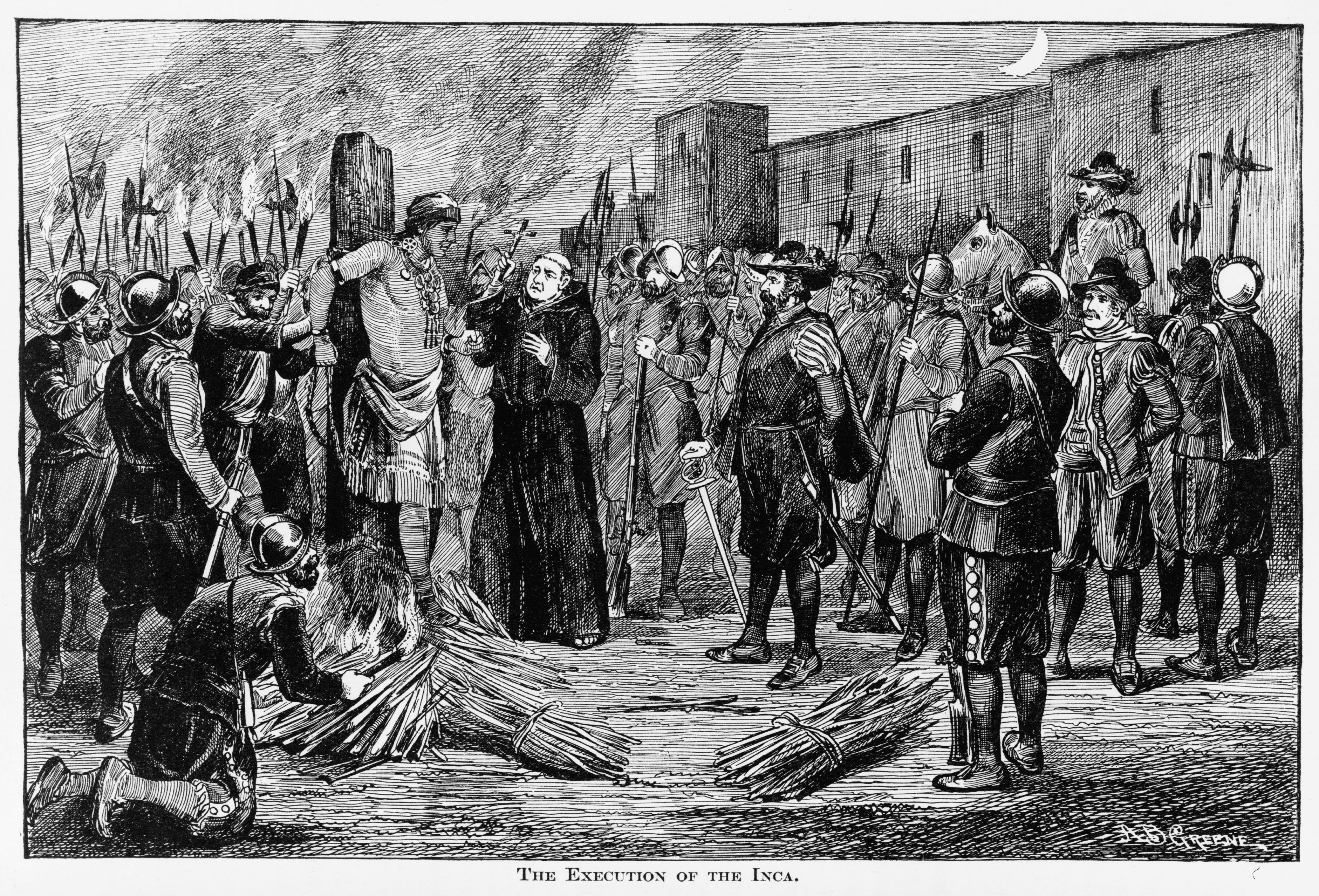
화형

아타우알파의 유해가 현재 어디에 있는지에 대해서는 아직까지도 의견이 분분하다. 하지만 역사가 타마라 에스투피난은 그의 유해가 안전을 위해 현재의 에콰도르에 묻혀있다고 주장한다. 구체적인 지명의 이름은 '말퀴-말퀘이'인데, 이는 케추아어로 '미라'를 뜻한다. 이 곳에서는 정교하게 짜맞추어진 석벽이 발견되었고, 지하 수로 또한 발견되었다. 다만 그녀의 주장이 맞다는 것을 증명하기 위해서는 더 많은 조사가 필요할 것으로 보인다. 